# Louis Merlin
Louis Merlin (Troyes, 10 d'octubre de 1901 - 14è districte de París - 20 de maig de 1976) fou un periodista i publicista francès

## Biografia
Fill de Jean Baptiste Félix Merlin (mort en 1940) i de Madeleine Marie Germaine Aucouturier, originària de Saint-Just (Cher), els seus pares tenien una botiga de novetats Bon Marché a la rue du Commerce, 10 de Bourges, però es van endeutar i es van veure obligats a tancar-la i marxaren a Troyes on el seu pare esdevé representant de comerç d'aliments.
Va estudiar al Collège Urbain IV de Troyes, on destacà com a estudiant i va rebre premis. En 1917 va estudiar al Lycée Saint-Louis de París. Quan va acabar va estudiar a l'HEC Paris, on es va graduar i, alhora, es va llicenciar en dret. Durant aquests anys va freqüentar molts teatres o espectacles: la Comédie-Française, les Bouffes du Nord, etc.
Va fer el servei militar al servei meteorològic del fort de Saint-Cyr. Després esdevingué inspector dels Molls de la Unió Francesa a Troyes. Continuà freqüentant els locals parisencs de Music-hall, en particular L'Olympia, al costat de nombrosos artistes com Félix Mayol i Jean Richepin alhora que s'apassiona pel circ.
S'instal·la a Nantes i treballa per l'Epargne de l'Ouest on és responsable de les inspeccions a l'oest de França. Després va fundar en 1926 una agència de publicitat que va anomenar SOC amb el lema "SOC trace le sillon du succès", amb seu al 52 de la rue de Clichy de París. També va fer reportatges de viatges a Le Petit Journal.
Entrà a la ràdio en 1934, va introduir a França abans de la Segona Guerra Mundial el patrocini de programes de ràdio i va produir alguns programes reeixits (Kiosque à musique Persil, Petit déjeuner, Banania).
En 1939, durant la Guerra de Broma, fou mobilitzat i destinat al Centre d'Informations de la Radiodiffusion Française i en recorda especialment la difusió de finals de maig de 1940, la declaració registrada per Alex Surchamp d'un coronel de tancs acabat d'ascendir a general anomenat Charles de Gaulle, precisant que el disc flexible que on hi figurava la seva entrevista va ser, com tots els altres, destruït. També el maig de 1940 fa intervenir en la seva emissió Stefan Zweig, que aleshores es troba a París.
Durant l'èxode de 1940 a França va marxar amb la seva família a Montpeller. Allí va rebre un telegrama del col·laboracionista Jean-Louis Tixier-Vignancour que el convocava a Vichèi per fer "una ràdio nova dins una França nova". Tanmateix detestava l'atmosfera que regnava a Vichèi i decidí tornar a París. Fou adscrit a la Radiodiffusion Nationale on va crear el 1942 l'emissió L'Alphabet de la Famille, únic programa creat durant l'ocupació que fou represa després de l'alliberament. Emès el diumenge a les 13 hores, representava una mare (veu de Françoise Morhange) de tres infants (Georges, Françoise i Claude) el marit de la qual era presoner de guerra llegint el diccionari als seus fills, aturant-se als mots que la seva mare els explicava en un llenguatge comprensible per als nens. El paper de l'avi és interpretat per Pierre Larquey i el de l'oncle Honoré per Fernand Charpin, la música era dirigida pel cap d'orquestra Charles Munch. Louis Merlin va demanar Sacha Guitry d'escriure les definicions. la seva emissió fou criticada en 1943 pel diari col·laboracionista Je suis partout per haver difós el Chant du départ i que, en el seu article, parla d'un "espectacle tendenciós". A principis de 1944, va fer una audició a un jove cantant que va descriure com "de catorze anys, potser, molt petit, molt estrets. Va entrar en trànsit i va cantar Y'a d'la joie amb un sentit irresistible del ritme. Tenia un nas més aviat prominent i una veu estranya, apagada i trencada, que només podia timbrar forçant": era Charles Aznavour, que aleshores tenia 19 anys.
En 1944 va entrar a l'agència Havas on és nomenat director de Propagandes Nacionals. En 1945 va fundar la societat privada Programmes de France, filial d'Havas, que va produir tres grans espectacles a París: la Gran Parada dels Cants de França el 9 de juny de 1945, la Missa dels Presoners i Deportats el 7 de juliol 1945 i Pacific 45 el 24 de juliol de 1945, llavors la majoria de les emissions Radio-Luxembourg. En 1945 fou nomenat president director general d'Informations et Publicité, una societat filial d'Havas que té com a objectiu buscar publicitat arreu del món en benefici de Radio Luxembourg. És amb aquesta doble responsabilitat (programes i recursos publicitaris) que fa de RTL l'estació més popular del període de postguerra, incloent programes difosos abans de la guerra per emissores de ràdio privades (La Famille Duraton, el concurs de talents), fent-los patrocinats per marques comercials i adaptant programes americans amb èxit (Quitte ou double, Reine d'un jour...).
La seva passió pel circ el fa participar en Radio Circus. Va ser ell qui es posava cada any el vestit de mestre de cerimònies per la "Gala de la Pista".
També va ser fundador de la discogràfica Festival i va tenir un gran èxit de vendes amb l'adaptació de El Petit Príncep amb les veus de Gérard Philipe i Georges Poujouly.

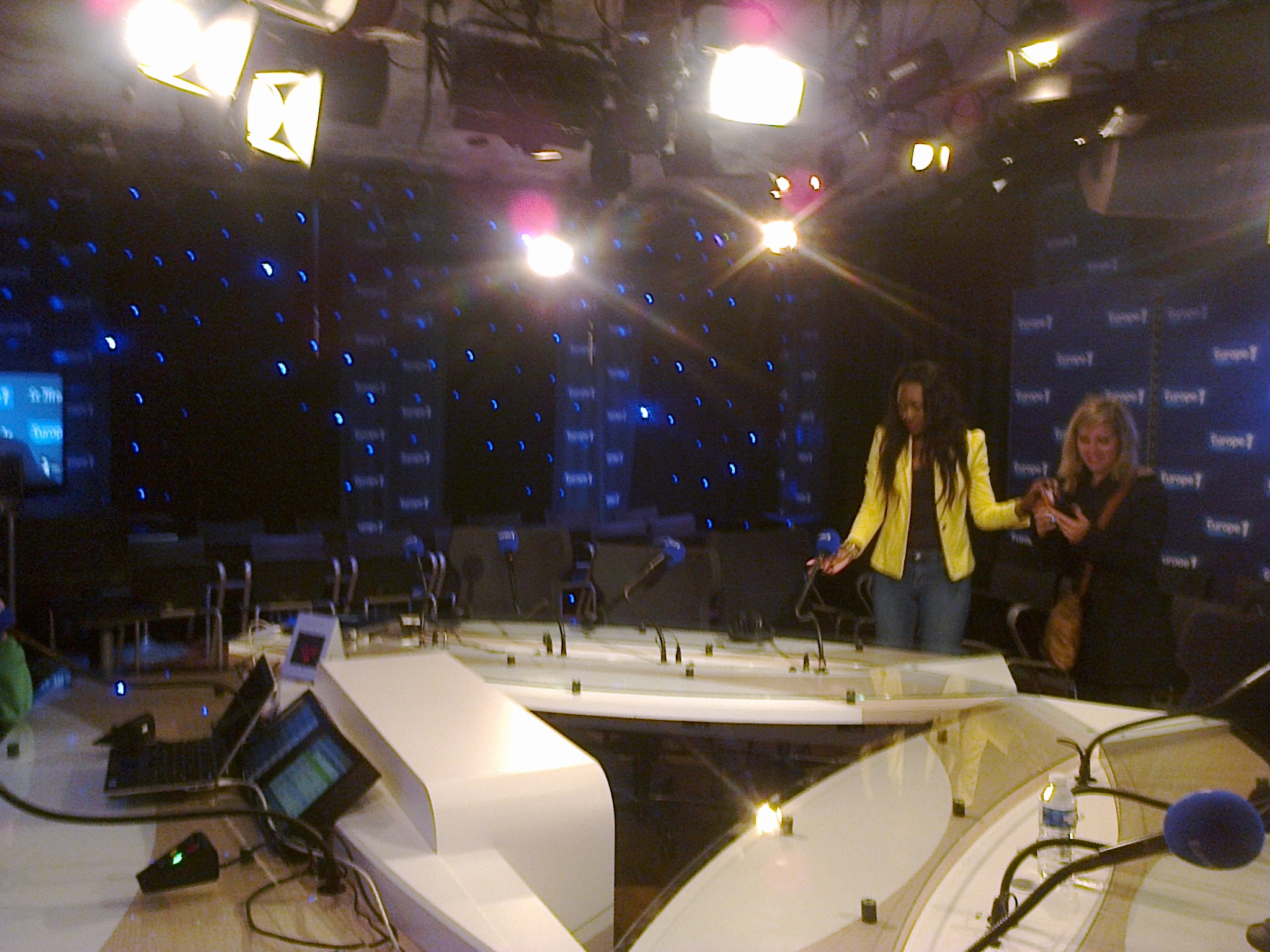
Un dels estudis d'Europe 1 porta el seu nom.

Després de deixar Radio Luxembourg, en 1953-1954 va participar en el llançament de Télé Monte Carlo i d'Europe 1 per la qual va concebre un estil de programació contrari al que havia contribuït a desenvolupar per a Radio-Luxemburg: llargues peces musicals (especialment música pop) animada per locutors, supressió tant com fos possible dels programes patrocinats. Va deixar la direcció d'Europe 1 en 1966.
De 1958 a 1961 va escriure els seus records. Un primer volum, que abasta el període des del seu naixement fins al 1939, apareix el 1962 sota el títol J'en ai vu des choses..., el segon tom surt en 1966 sota el títol C'était formidable !, i indicà que anava a preparar un tercer volum de les seves Memòries, que mai no es va publicar.